# Cristian Calderón
Cristian Yonathan Calderón Del Real (Tepic, 24 maggio 1997) è un calciatore messicano, difensore dell'América.

## Carriera

### Club
Cresciuto nel settore giovanile del Atlas, ha esordito in prima squadra l'8 maggio 2016 disputando l'incontro di Liga MX pareggiato 0-0 contro il Club Tijuana.

### Nazionale
Il 2 ottobre 2019 ha esordito con la nazionale messicana giocando l'amichevole vinta 2-0 contro il Trinidad e Tobago.

## Statistiche

### Presenze e reti nei club
Statistiche aggiornate al 21 gennaio 2022.
| Stagione           | Squadra            | Campionato         | Campionato | Campionato | Coppe nazionali | Coppe nazionali | Coppe nazionali | Coppe continentali | Coppe continentali | Coppe continentali | Altre coppe | Altre coppe | Altre coppe | Totale | Totale |
| Stagione           | Squadra            | Comp               | Pres       | Reti       | Comp            | Pres            | Reti            | Comp               | Pres               | Reti               | Comp        | Pres        | Reti        | Pres   | Reti   |
| ------------------ | ------------------ | ------------------ | ---------- | ---------- | --------------- | --------------- | --------------- | ------------------ | ------------------ | ------------------ | ----------- | ----------- | ----------- | ------ | ------ |
| 2015-2016          | Atlas              | LMX                | 1          | 0          | CM              | 2               | 0               |                    | -                  | -                  |             | -           | -           | 3      | 0      |
| 2016-2017          | Atlas              | LMX                | 0          | 0          | CM              | 3               | 0               |                    | -                  | -                  |             | -           | -           | 3      | 0      |
| 2017-2018          | Atlas              | LMX                | 5          | 0          | CM              | 7               | 0               |                    | -                  | -                  |             | -           | -           | 12     | 0      |
| 2018-gen. 2019     | Atlas              | LMX                | 15         | 0          | CM              | 3               | 0               |                    | -                  | -                  |             | -           | -           | 18     | 0      |
| Totale Atlas       | Totale Atlas       | Totale Atlas       | 21         | 0          |                 | 15              | 0               |                    | -                  | -                  |             | -           | -           | 36     | 0      |
| gen.-giu. 2019     | Necaxa             | LMX                | 18         | 5          | CM              | 0               | 0               |                    | -                  | -                  |             | -           | -           | 18     | 5      |
| 2019-gen. 2020     | Necaxa             | LMX                | 18         | 5          | CM              | 0               | 0               |                    | -                  | -                  | SM          | 1           | 0           | 19     | 5      |
| Totale Necaxa      | Totale Necaxa      | Totale Necaxa      | 36         | 10         |                 | 0               | 0               |                    | -                  | -                  |             | 1           | 0           | 37     | 10     |
| gen.-giu. 2020     | Guadalajara        | LMX                | 4          | 0          | CM              | 2               | 2               |                    | -                  | -                  |             | -           | -           | 6      | 2      |
| 2020-2021          | Guadalajara        | LMX                | 26         | 4          |                 | -               | -               |                    | -                  | -                  |             | -           | -           | 26     | 4      |
| 2021-2022          | Guadalajara        | LMX                | 12         | 0          |                 | -               | -               |                    | -                  | -                  |             | -           | -           | 12     | 0      |
| Totale Guadalajara | Totale Guadalajara | Totale Guadalajara | 21         | 0          |                 | 15              | 0               |                    | -                  | -                  |             | -           | -           | 36     | 0      |
| Totale carriera    | Totale carriera    | Totale carriera    | 99         | 14         |                 | 17              | 2               |                    | -                  | -                  |             | 1           | 0           | 117    | 16     |

### Cronologia presenze e reti in nazionale
| Cronologia completa delle presenze e delle reti in nazionale ― Messico | Cronologia completa delle presenze e delle reti in nazionale ― Messico | Cronologia completa delle presenze e delle reti in nazionale ― Messico | Cronologia completa delle presenze e delle reti in nazionale ― Messico | Cronologia completa delle presenze e delle reti in nazionale ― Messico | Cronologia completa delle presenze e delle reti in nazionale ― Messico | Cronologia completa delle presenze e delle reti in nazionale ― Messico | Cronologia completa delle presenze e delle reti in nazionale ― Messico |
| Data                                                                   | Città                                                                  | In casa                                                                | Risultato                                                              | Ospiti                                                                 | Competizione                                                           | Reti                                                                   | Note                                                                   |
| ---------------------------------------------------------------------- | ---------------------------------------------------------------------- | ---------------------------------------------------------------------- | ---------------------------------------------------------------------- | ---------------------------------------------------------------------- | ---------------------------------------------------------------------- | ---------------------------------------------------------------------- | ---------------------------------------------------------------------- |
| 2-10-2019                                                              | Toluca                                                                 | Messico                                                                | 2 – 0                                                                  | Trinidad e Tobago                                                      | Amichevole                                                             | -                                                                      | 46’                                                                    |
| 11-10-2019                                                             | Prospect                                                               | Bermuda                                                                | 1 – 5                                                                  | Messico                                                                | CONCACAF Nations League 2019-2020 - Fase a gironi                      | -                                                                      |                                                                        |
| 15-10-2019                                                             | Città del Messico                                                      | Messico                                                                | 3 – 1                                                                  | Panama                                                                 | CONCACAF Nations League 2019-2020 - Fase a gironi                      | -                                                                      |                                                                        |
| 19-11-2019                                                             | Toluca                                                                 | Messico                                                                | 2 – 1                                                                  | Bermuda                                                                | CONCACAF Nations League 2019-2020 - Fase a gironi                      | -                                                                      |                                                                        |
| Totale                                                                 |                                                                        | Presenze                                                               | 4                                                                      |                                                                        | Reti                                                                   | 0                                                                      |                                                                        |

## Palmarès
- Campionato messicano: 1

América: Apertura 2024